# Hedningarna
Hedningarna (pol. poganie) – szwedzka grupa folkowa tworząca starodawną, skandynawską muzykę w nowoczesnym wydaniu. Słowa ich utworów opierają się na dawnej kulturze, wierzeniach i tradycjach.

## Historia
Zespół powstał w 1987 roku. Ich założycielami było trzech studentów szkoły ludowej w Skinnskatteberg: Hallbus Totte Mattsson, Anders Norrude oraz Björn Tollin. Pewien rozgłos zdobyli po napisaniu muzyki do sztuki Wielki Gniew w rok po założeniu zespołu. Ich pierwsza płyta zatytułowana Hedningarna, ukazała się w roku 1989, wydana przez Alice Records. Później do tria dołączyły dwie artystki zafascynowane tradycyjną muzyką skandynawską: Sanna Kurki-Suonio i Tellu Paulasto.
W 1991 zespół rozpoczął współpracę ze szwedzką wytwórnią Silence Records. Po wydaniu kolejnej płyty Kaksi (pol. dwa) (wrzesień 1992 r.) Hedningarna otrzymała nagrodę Grammis (szwedzki odpowiednik Grammy). Kaksi sprzedała się w 35 000 egzemplarzy w samej Szwecji. Sanne i Tellu musiały przerwać swój udział w nagraniach zespołu, ze względu na konieczność kontynuowania studiów.
W 1993 roku Tellu odeszła z zespołu, a jej miejsce zajęła Anita Lehtola. Przy pracy nad albumem Hippjokk nie korzystano z pomocy wokalistek spoza zespołu, które zastąpił tradycyjny śpiew Wimmiego Saariego. Oprócz tego przy tworzeniu płyty uczestniczyli Knut Reiersrud, Johan Liljemark oraz basista Ulf Ivarsson.
Pod koniec roku 1998 do grupy powróciła żeńska część kwintetu. Niedługo po tym Björn oraz Totte zawarli chwilowy kontrakt z grupą Boot. W tym samym czasie Sanna nagrała swoją solową płytę. W 1999 roku ukazał się ostatni krążek zespołu Karelia Visa.
W 2011 roku zremiksowany utwór „Vargtimmen” (Godzina Wilka) z płyty Trä został użyty w zwiastunie gry komputerowej Wiedźmin 2: Zabójcy królów.
W lutym 2012 roku, w którym minęła 25. rocznica założenia zespołu, Hedningarna ogłosiła, premierę nowego albumu &. Album wydany został w kwietniu tego samego roku.

## Dyskografia
- Hedningarna (1989)
- Kaksi (1992)
- Trä (1994)
- Kruspolska: SASHA mixes (1994)
- Hippjokk (1997)
- Karelia Visa (1999)
- 1989-2003 (2003)
- & (2012)
- Kult (2016)

## Skład zespołu

### Aktualni członkowie (rok 2013)
- Hållbus Totte Mattson – mandora, lutnia, gitara barokowa, moraoud, lira korbowa, akordeon, hummel, dulcimer, wokal.
- Anders Norudde (dawniej Anders Stake) – skrzypce, hardingfele, moraharpa, basowa moraharpa, nyckelharpa, łukowa harfa, szwedzkie dudy, flet, piszczałka, drumla, bukkehorn, wokal.
- Samuel Andersson – skrzypce barytonowe, moraharpa basowa, cymbały basowe, automat perkusyjny, wokal.

### Gościnnie
- Valter Kibom – tamburyn, perkusja, cajón, darbuka, automat perkusyjny.

### Byli członkowie
- Björn Tollin – tamburyn, perkusja, hummel, basowa mandora, piła muzyczna, frame drum, string drum, lira korbowa, moraharpa, sampling, wokal.
- Anita Lehtola-Tollin – wokal.
- Liisa Matveinen – wokal.
- Sanna Kurki-Suonio – wokal, kantele, bęben wielki.
- Tellu Turkka – wokal, skrzypce, basowa moraharpa.
- Ulf Ivarsson – gitara basowa, lutnia basowa, basowa mandora, sampling.
- Christian Svensson – tamburyn, perkusja, hummel, sampling.
- Magnus Stinnerbom – skrzypce barytonowe, skrzypce, lira korbowa.